# Arcieparchia delle parrocchie di tradizione russa dell'Europa occidentale

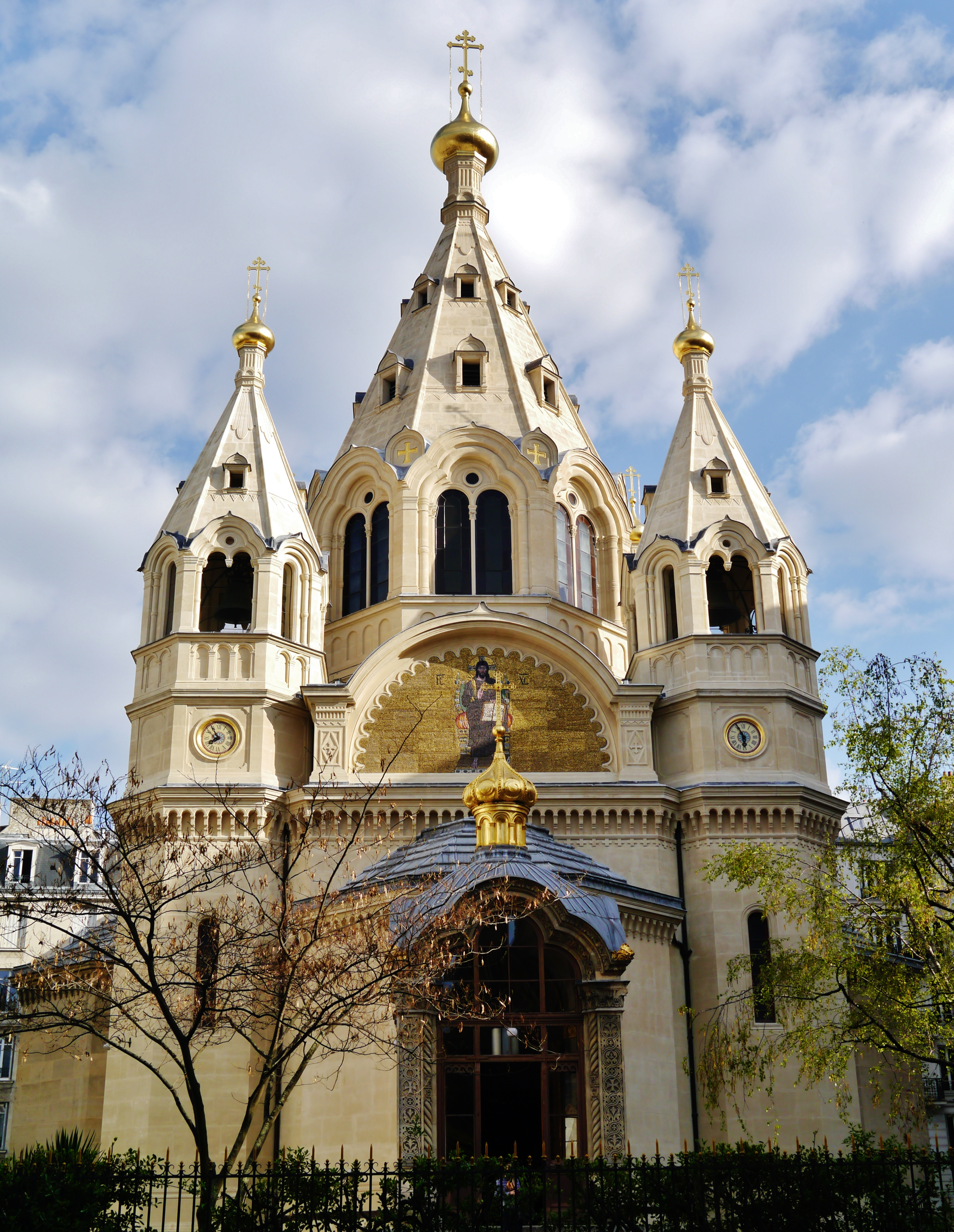
La cattedrale di Sant'Aleksandr Nevskij di Parigi.

L'arcieparchia delle parrocchie di tradizione russa dell'Europa occidentale (in russo Архиепископия западноевропейских приходов русской традиции?) è una diocesi della Chiesa ortodossa russa nell'Europa occidentale.
Sullo stesso territorio di quest'arcieparchia coesistono altre giurisdizioni ecclesiastiche di tradizione russa e appartenenti alla Chiesa ortodossa russa:
- l'Eparchia di Londra e dell'Europa occidentale, della Chiesa ortodossa russa fuori dalla Russia;
- alcune eparchie dell'Esarcato patriarcale dell'Europa occidentale.

## Territorio
L'arcieparchia estende la sua giurisdizione sui fedeli russi presenti in Francia, Germania, Regno Unito, Norvegia, Paesi Bassi, Belgio, Italia.
Sede dell'arcieparchia è la città di Parigi, dove si trova la cattedrale di Sant'Aleksandr Nevskij.
L'arcieparchia è suddivisa in 13 decanati, di cui 8 in Francia. In Italia esistono 10 comunità, a Cologno Monzese, Lido di Castel Fusano, Busto Arsizio, Alzano Lombardo, Brescia, Roma, Como, Sanremo e Firenze. Ad Arona si trova il monastero di Cristo Pantocratore.

## Storia
L'arcieparchia trae le sue origini dagli immigrati e rifugiati che, dopo la Rivoluzione russa del 1917, avevano abbandonato la madrepatria per riparare in Europa occidentale. Nel marzo del 1921 queste comunità russe furono affidate dal Santo Sinodo della Chiesa ortodossa russa all'arcivescovo Eulogius Georgievskij.
Nel 1926 l'arcivescovo Eulogius ruppe le relazioni e la comunione ecclesiale con le altre comunità della Chiesa ortodossa russa fuori dalla Russia (ROCOR) A causa di queste circostanze storiche, nel 1931 le parrocchie guidate dal metropolita Eulogius furono accettate temporaneamente sotto la giurisdizione del Patriarcato ecumenico di Costantinopoli come esarcato. Alcuni fedeli tuttavia non furono d'accordo con questa decisione e dichiararono la loro fedeltà al Patriarcato di Mosca, fondando una parrocchia a Parigi. Altri successivamente si unirono a questa parrocchia, che è all'origine dell'odierna eparchia di Korsun dell'Esarcato patriarcale dell'Europa occidentale.
Al termine della seconda guerra mondiale il metropolita Eulogius, con i suoi due vicari, chiese ufficialmente il ritorno al patriarcato di Mosca delle parrocchie dipendenti dalla sua giurisdizione. Il 7 settembre 1945, il Santo Sinodo decise la loro riammissione nella Chiesa ortodossa russa. Tuttavia, dopo la morte di Eulogius, l'8 agosto 1946, un cospicuo numero di parrocchie e di fedeli ritornò sotto la protezione del Patriarcato di Costantinopoli, che istituì una apposita giurisdizione ecclesiastica nota sotto diversi nomi, tra cui il più diffuso era "Arcidiocesi delle parrocchie dell'Europa occidentale di tradizione russa".
Il 27 novembre 2018 il Santo Sinodo del Patriarcato di Costantinopoli decise la soppressione dell'arcidiocesi. Il 23 febbraio 2019 la maggior parte del clero e dei fedeli dell'arcidiocesi votò a favore del mantenimento dell'arcidiocesi e il 7 settembre successivo chiese l'adesione al patriarcato di Mosca. Il 7 ottobre 2019 il Santo Sinodo russo approvò questa unione.
Il 3 novembre 2019, durante la liturgia nella cattedrale di Cristo Salvatore a Mosca, il patriarca Cirillo I ha consegnato all'arcivescovo Jean Renneteau la carta patriarcale e sinodale sul ripristino dell'unità dell'arcidiocesi delle parrocchie dell'Europa occidentale del tradizione russa con la Chiesa ortodossa russa.